# Ammertjärnarna (Sorsele socken, Lappland, 729955-152372)
Ammertjärnarna är en sjö i Sorsele kommun i Lappland och ingår i Umeälvens huvudavrinningsområde. Sjön har en area på 0,0939 kvadratkilometer och ligger 802,1 meter över havet. Ammertjärnarna ligger i Vindelfjällen Natura 2000-område. Sjön avvattnas av vattendraget Tjåterbäcken.

## Delavrinningsområde
Ammertjärnarna ingår i det delavrinningsområde (729682-152451) som SMHI kallar för Inloppet i Svappanjaure. Medelhöjden är 762 meter över havet och ytan är 35,77 kvadratkilometer. Det finns inga avrinningsområden uppströms utan avrinningsområdet är högsta punkten. Tjåterbäcken som avvattnar avrinningsområdet har biflödesordning 3, vilket innebär att vattnet flödar genom totalt 3 vattendrag innan det når havet efter 345 kilometer. Avrinningsområdet består mestadels av skog (56 procent) och kalfjäll (40 procent). Avrinningsområdet har 0,48 kvadratkilometer vattenytor vilket ger det en sjöprocent på 1,3 procent.